# Euphorbia acervata
Euphorbia acervata är en törelväxtart som beskrevs av Susan Carter. Euphorbia acervata ingår i släktet törlar, och familjen törelväxter.
Artens utbredningsområde är Zimbabwe. Inga underarter finns listade i Catalogue of Life.